# Cretomorgus ikhbogdensis
Cretomorgus ikhbogdensis är en skalbaggsart som beskrevs av Nikolajev 2007. Cretomorgus ikhbogdensis ingår i släktet Cretomorgus och familjen knotbaggar. Inga underarter finns listade i Catalogue of Life.